# Натрій нітропрусид
Нітропрусид натрію (МНН: Нітропрусид; Sodium nitroprusside синонім. до Sodium nitroferricyanide(III) dihydrate, SNP) — екзогенний донор оксиду азоту (II), що робить його ефективним судинорозширювальним агентом, а також широко використаною сполукою у рослинній біотехнології.
У медицині застосовується для швидкого зниження артеріального тиску у випадку гіпертонічних кризів, серцевої недостатності та під час кардіохірургічних операцій.

## Історія
Нітропрусид натрію відкрито у 1893-му році, його фармакологічний вплив як вазодилатуючого агента досліджено у 1929-му, після чого було продемонстровано ефективний вплив препарату при лікуванні гіпертензії. Через низку звітів, у яких використання натрій нітропрусиду пов’язується із розвитком отруєння ціанідом, FDA схвалило медичне застосування речовини лише у 1974-му. У 1991 організація видала нове маркування препарату, що підкреслює цей ризик використання нітропрусиду при лікуванні.

## Структура та властивості
Нітропрусид натрію — це комплексна водорозчинна сіль натрію. В основі комплексу — іон Fe2+, зв’язаний з п’ятьма аніонами ціаніду та монооксидом азоту.
Хімічна формула речовини — С5H4FeN6Na2O3. Молекулярна маса становить 297,95 мг/мл. 
Нітропрусид натрію є розчинною у воді кристалічною речовиною, рожево-червоного кольору. Розчин нітропрусиду має значення рН близьке до нейтрального або слабколужне.

## Використання у біотехнології рослин
У рослинній біотехнології нітропрусид натрію відомий як донор NO-груп. Обробка насіння оксидом азоту (II) пов’язується з підвищенням стійкості рослин до осмотичного та температурного стресу.
Відомо також, що, залежно від концентрації, нітропрусид здатен затримувати старіння листя за рахунок інгібування розщеплення хлорофілу та розчинних білків рослини, зокрема ферменту РУБІСКО, задіяного у процесах фотосинтезу. Ця функція також пов'язана із сольовою резистентністю, так як при обробці рослин як in vivo, так і in vitro розчинами NaCl, серед наслідків спостерігається втрата листками хлорофілу. Осмотичний стрес також супроводжується зниженням відносного вмісту води у листкових пластинках, однак досліджені рослини, які піддавались обробці нітропрусидом натрію, продемонтсрували здатність зберігати необхідний для життєдіяльності вміст води у тканинах.
На прикладі різних рослин було продемонстровано, що додавання нітропрусиду натрію до води подовжує життя зрізаних квітів у вазі. Такий вплив пояснюється тим, що нітропрусид посилює антиоксидантні властивості рослини та знижує рівень транскрипції її генів, залучених до синтезу етилену під час старіння та відмирання пелюсток.

### Нітропрусид натрію як донор NO-груп
Завдяки невеликим розмірам молекули, оксид NO здатен легко проходити крізь біологічні мембрани, що робить оксид значною сигнальною молекулою, залученою до різних шляхів відповіді рослини на біотичні та абіотичні фактори стресу.
Оксид залучений до наступних процесів, що також впливають на ровзиток резистентності до осмотичного стресу:
- вплив на баланс іонів Na+ та К+ для покращення водопостачання та швидкості росту рослини[12]
- покращення регенерації рослин
- підвищення рівня експресії генів (SOD, CAT), продуктами яких є ферменти антиоксидантних систем — таким чином знижується активність синтезу та накопичення Н2О2 у рослинах, інгібується перекисне окиснення ліпідів[13][14][15]
- підвищення рівня накопичення проліну[7]
- експресія гену АТФази[7]

Нітропрусид натрію може також сприяти підвищенню стійкості томату до гербіциду гліфосат, за рахунок зменшення впливу окиснювальних процесів у рослині, а також стимуляції шляхів детоксикації. Як наслідок, рівень цвітіння та якість плодів, які найбільше вражаються впливом GLY, зберігається у нормі.

## Використання у медицині

### Механізм дії
Після потрапляння в організм людини, нітропрусид натрію реагує із сульфгідрильними групами еритроцитів, альбумінами та іншими білками. Після чого вивільняються оксиди азоту (ІІ). NO відіграє роль ендотеліального фактора релаксації, активуючи гуанілатциклазу та синтез цГМФ. Як наслідок, кальцій вилучається з міжклітинного середовища, і зменшення його концентрації інгібує скорочення клітин. Таким чином вплив NO призводить до зниження тонусу м’язових артерій та зменшення опору судин головного мозку.
При введенні нітропрусиду натрію в організм хворого результат настає дуже швидко та триває від 1 до 10 хвилин.
У порівнянні з нітрогліцерином, вазорелаксуючий ефект від нітропрусиду є більш збалансованим відносно артерій та вен.

### Метаболізм в організмі людини
Нітропрусид натрію взаємодіє з оксигемоглобіном, в результаті чого утворюється метгемоглобін та вивільняються іони ціаніду. Далі ціанід може транспортуватись до печінки, де він перетворюється на тіоцианат, та виводитись з організму людини через нирки. Альтернативний шлях метаболізму — взаємодія іонів ціаніду з метгемоглобіном, внаслідок чого вони накопичуються в еритроцитах у вигляді цианометгемоглобіну. Однак, найбільш небезпечним є зв’язування ціаніду з цитохромоксидазою, що призводить до інгібування процесів окисного фосфорилювання та розвитку отруєння ціанідом.
Нітропрусид є токсичним для церебральних клітин ендотелію, нервових клітин та гепатоцитів печінки, індукуючи утворення активних форм кисню та апоптоз клітин. За оцінками досліджень минулого сторіччя максимальна кількість нітропрусиду, яка може бути детоксикована людським організмом, становить 50 мг.

### Використання
FDA офіційно схвалило застосування нітропрусиду натрію у лікувальних цілях при наступних станах хворого:
- гострий гіпертонічний криз
- гостра серцева недостатність
- індукція передопераційної гіпотензії (з метою зменшити можливої втрати крові)

Також нітропрусид натрію широко використовується у випадках:
- артеріальної гіпертензії на фоні ішемічного інсульту
- зниження навантаження при гострій мітральній недостатності
- швидке зниження навантаження у пацієнтів зі стенозом аортального клапана
- симптоматичне лікуванні при шизофренії